# Sus celebensis
Espèce
Statut de conservation UICN

 NT  : Quasi menacé
Sus celebensis, le Sanglier des Célèbes, est une espèce de mammifères proches du porc et du sanglier, avec lesquels il est interfécond.
L'espèce n'est pas notée comme rare, mais elle est menacée localement par la réduction de son habitat et l'hybridation avec le porc commun.

## Description

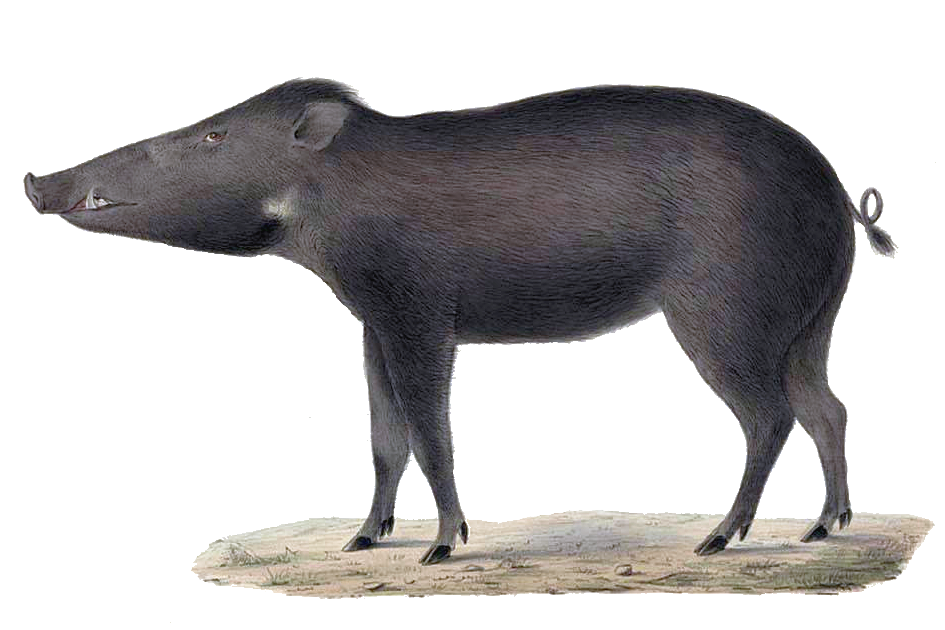
Sanglier des Célèbes

- Longueur:  environ 1 m
- Queue :  environ 3 cm
- Hauteur au garrot:  55 à 110 cm
- Poids :  40 à 70 kg

## Reproduction
- Durée de gestation : environ 4-5 mois
- Taille de la portée : 2-3, jusqu’à 8
- Maturité sexuelle : 13-33 mois
- Durée de vie : 10 ans

Bien que des naissances soient observées toute l’année, elles connaissent un pic en février, et s’étalent aussi d'avril à mai.

## Répartition
Originaire de l'île de Sulawesi en Indonésie, l'espèce a été domestiquée et introduite sur plusieurs îles indonésiennes et au Timor. On le trouve à l'état domestique sur l'île de Roti et celle de Sawu. Sur la plupart des autres îles, il est revenu à l'état sauvage (marronnage) ou bien, il est maintenu à divers degrés de domestication : chassé ou alors parfois élevé à partir de porcelets capturés. Il est présent sur l'île de Florès sous le nom de Sanglier de l'Île de Flores (Sus celebensis floresianus).

## Histoire
L'histoire naturelle de cette espèce est complexe. Il y intervient, en effet, divers degrés de domestication, des introductions multiples dans de nouveaux milieux à des époques probablement anciennes, et des hybridations avec d'autres espèces. Elle est également, de plus, mal connue.
Le sanglier des Célèbes est d'un intérêt particulier, étant la seule espèce de porcins domestiquée autre que le cochon (Sus domesticus). 
Son histoire a également un intérêt anthropologique certain, du fait de son histoire commune avec le peuplement humain de cette région du monde : les sangliers des Célèbes sont les animaux représentés sur la plus ancienne fresque préhistorique figurative de la planète connue actuellement, une fresque vieille d'au moins 45 000 ans découverte en 2017 dans la grotte de Leang Tedongnge, (Célèbes ou Sulawesi) (soit un peu plus ancienne que les peintures rupestres de la grotte d'El Castillo en Espagne et de la grotte Chauvet en France, datées d'environ 35 000 à 40 000 ans ; et beaucoup plus anciennes que les peintures pariétales de la grotte de Lascaux, vieille de seulement près de 20 000 ans) ; et, de plus, le sanglier des Célèbes constitue à lui seul plus de 80 % du bestiaire recensé dans les grottes karstiques de ces îles (les autres animaux représentés étant aussi des porcs-cerfs babiroussa (babiroussa des Célèbes), des buffles sauvages anoa (Bubalus depressicornis et Bubalus quarlesi), des marsupiaux Ailurops (Couscous des Célèbes) et d'autres...).